# Miguel Ángel Fernández Vanelli
Miguel Ángel Fernández Vanelli, conocido artísticamente como «Tinga Tinga», (Rosario, 10 de junio de 1945) es un artista de circo argentino que, en 2020, fue reconocido con la Medalla de Oro al mérito en las Bellas Artes que otorga el Ministerio de Cultura y Deporte de España.

## Trayectoria
Fernández nació en la localidad argentina de Rosario el 10 de junio de 1945. Desarrolló su carrera artística como acróbata y payaso en cabarets, circos, teatros y festivales durante más de cinco décadas. Su primera incursión en el mundo artístico fue con el dúo Frank y Lenon, junto a su amigo Héctor Mazuco: debutaron en un cabaret en Rosario con entrada cómica y número de acrobacia. Más tarde, formó el trío de acróbatas Los Halcones, con Mazuco y Fausto Folch, y junto al artista El Gran Zabaleta.
Entre 1991 y 2002 trabajó junto a Raúl Bruschini, recorriendo Argentina a través de encuentros de teatro. En 2003, se instaló en Fuengirola, donde ha realizado numerosas funciones callejeras. En 2015, colaboró con la compañía catalana Cíclicus, en su espectáculo Pals, estrenado en el Festival Grec de Barcelona, en el rol de acróbata y payaso.
Se especializó en nutrición deportiva y, en 2016, empezó a impartir talleres de "Nutrición Natural" para artistas de circo y deportistas.
Forma parte del espectáculo Vetus Venustas, dirigido por Leandro Mendoza, que se estrenó en el Festival Griego de 2023 y trata sobre el impacto de envejecer dentro de la sociedad. Mezcla la experiencia de dos generaciones de artistas de circo: los veteranos con edades entre 65 y 78 años, entre los que se encuentran Fernández, Graziella Galán y Peter Panero, con la de los jóvenes Iara Gueller y Christian Padilla.
En 2023 participó en el videoclip de los músicos Chambao y Kase.O de la canción En la cresta del ahora, rodado en el circo La Carpa de las Estrellas de Pizarra.
En junio de 2024, junto con la Asociación de Voluntarios de Oncología Infantil del Hospital Materno Infantil de Málaga, realizó el Camino de Santiago con un grupo de pacientes oncológicos y sus familias, animándolos durante los 7 días que duró el trayecto.

## Reconocimientos
En 2016, recibió el Premio de Honor otorgado por la Asociación de Circo de Andalucía (ACA), durante los II Premios del Circo Andaluz.
En 2020, el Ministerio de Cultura y Deporte de España le concedió la Medalla de Oro al Mérito en las Bellas Artes en la modalidad de Circo, una distinción no remunerada que premia trayectorias en el campo de la creación y en el fomento del arte y la cultura.

## Galería

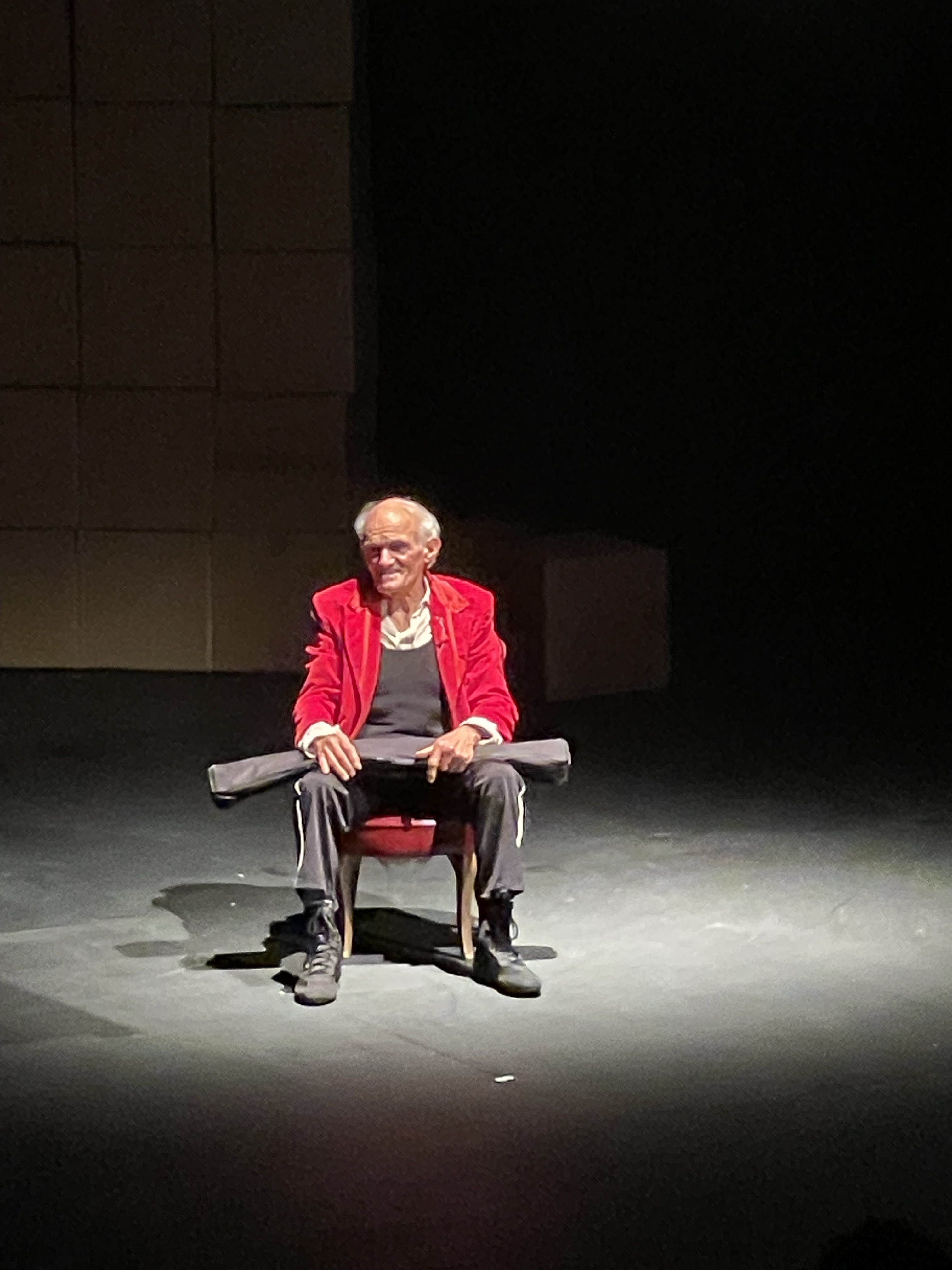
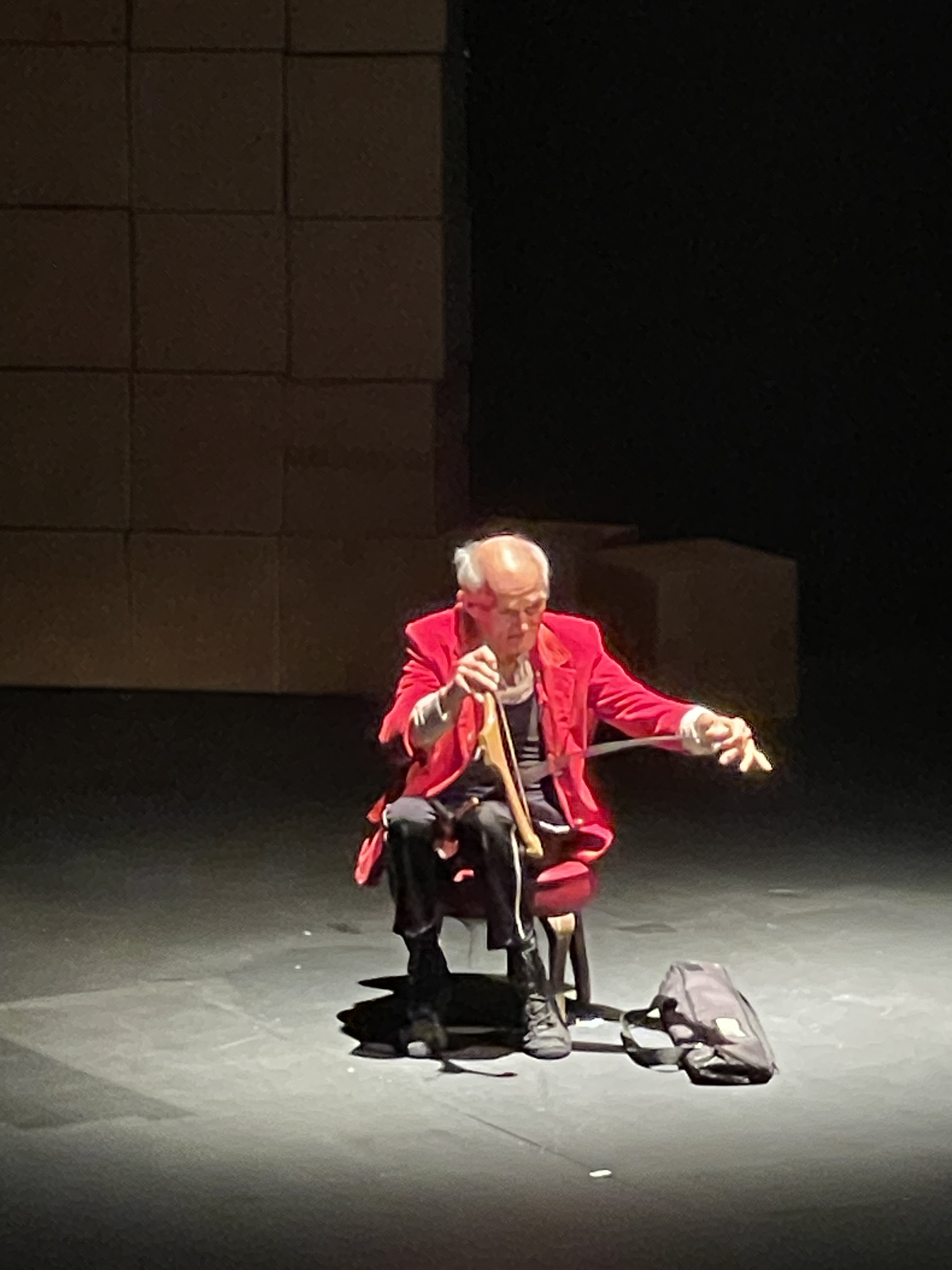
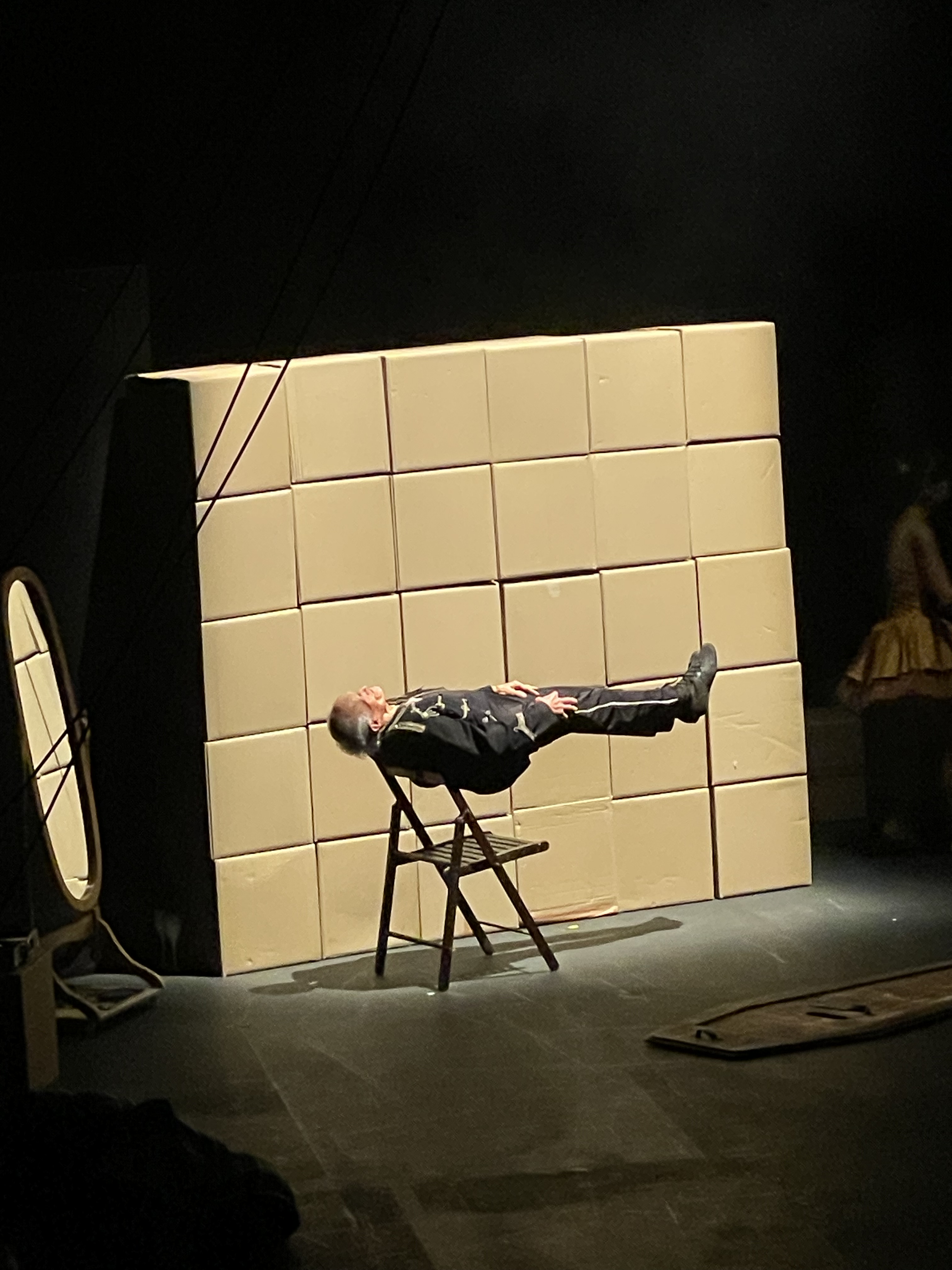
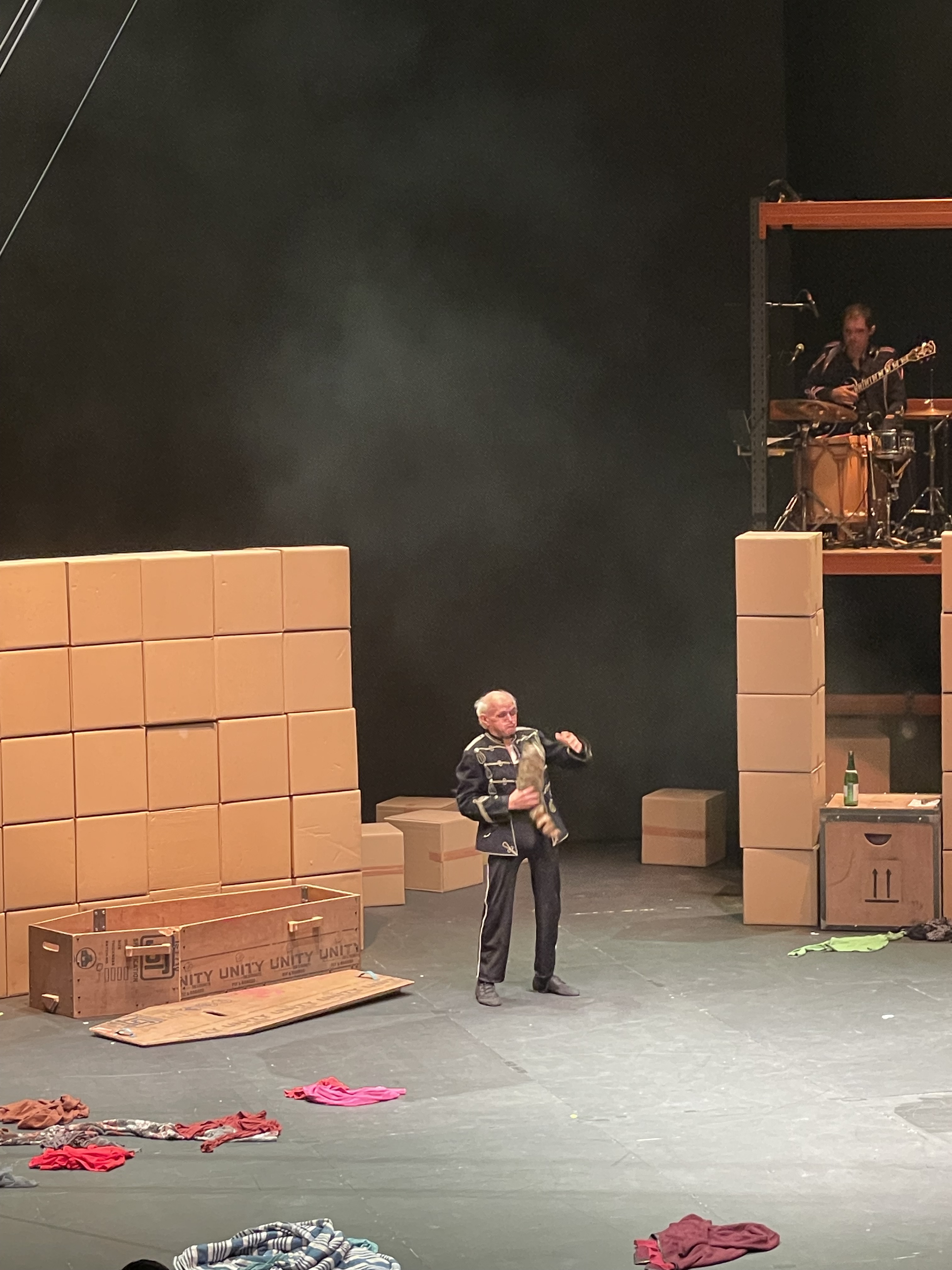
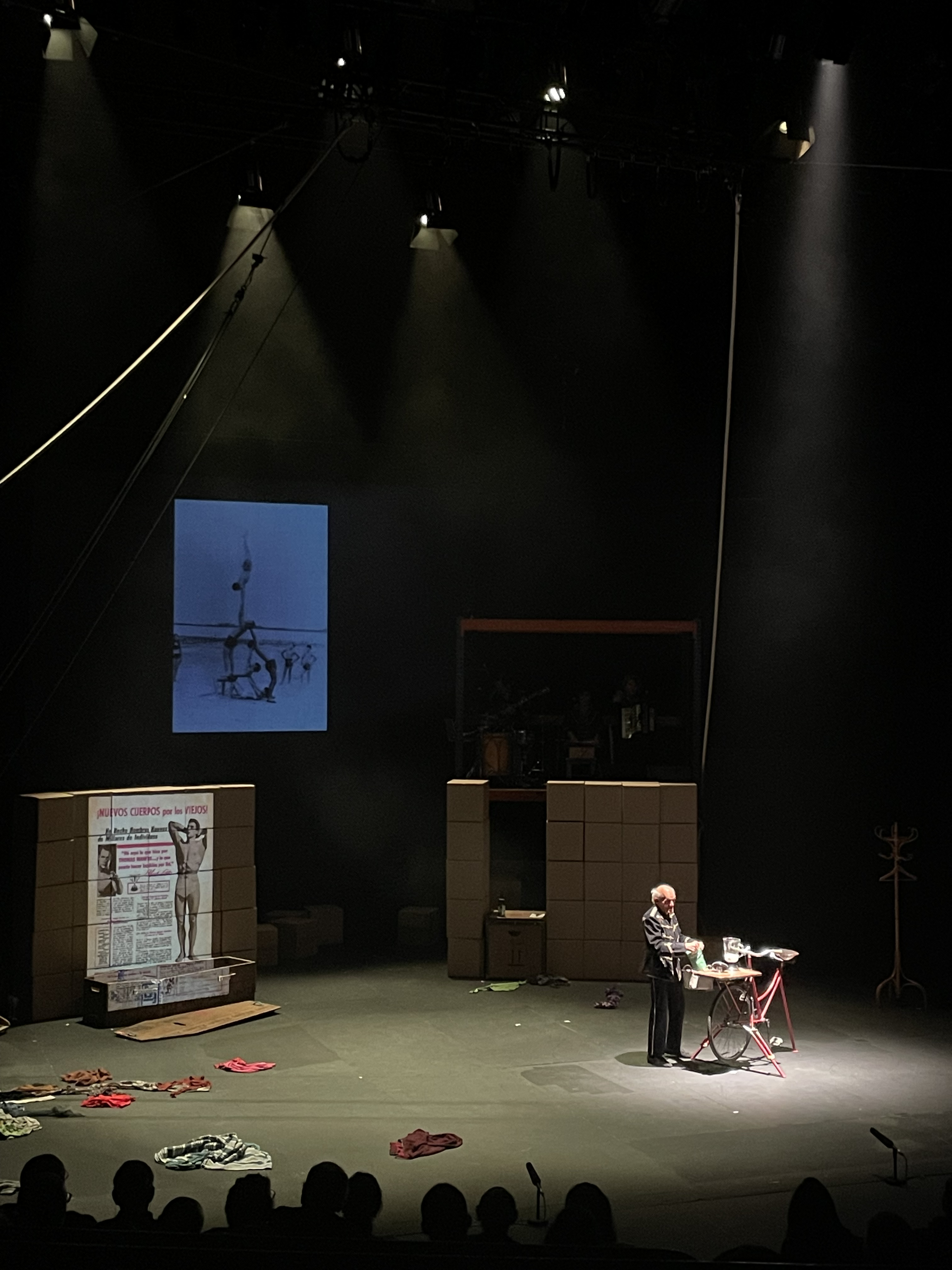
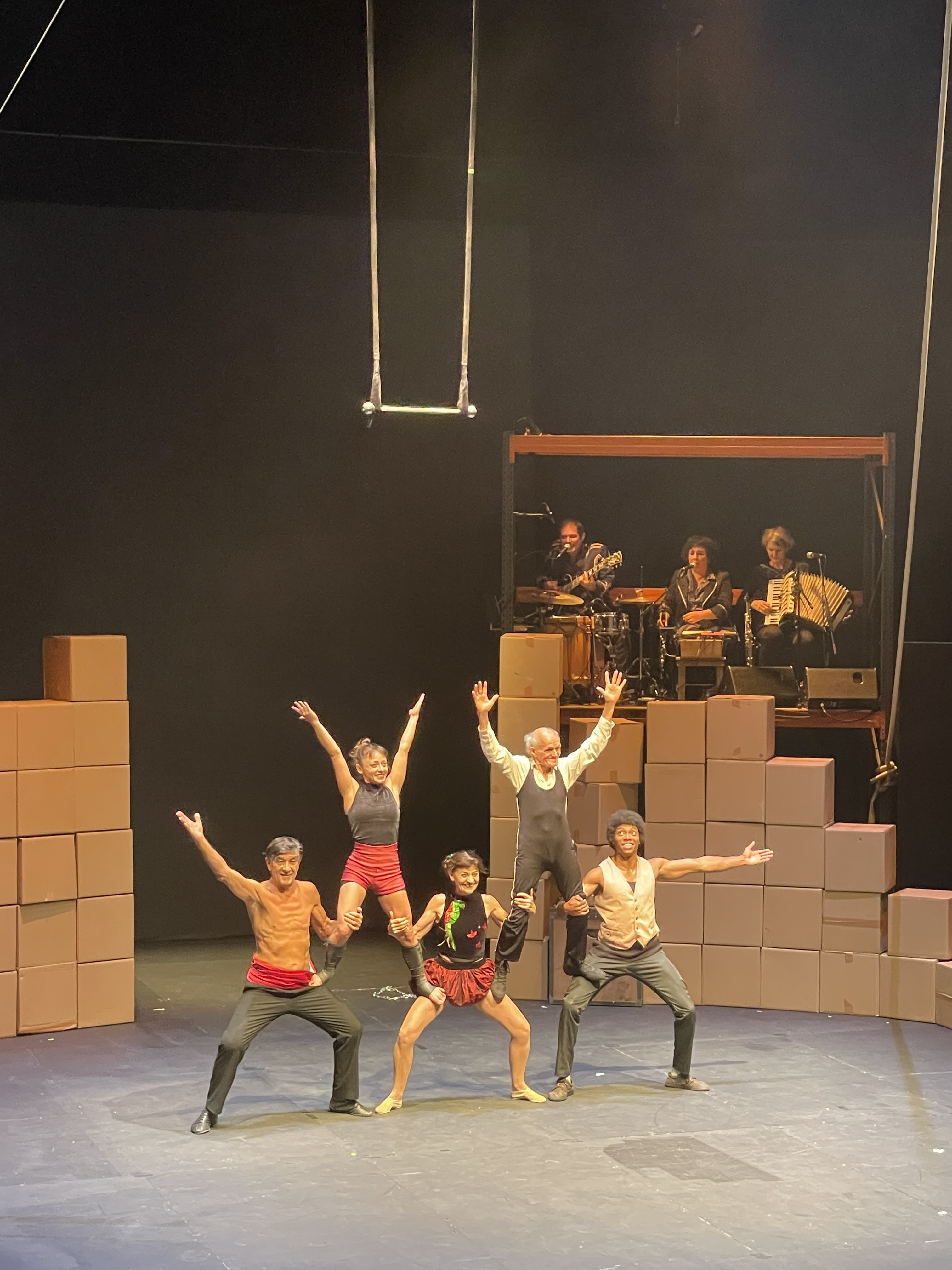
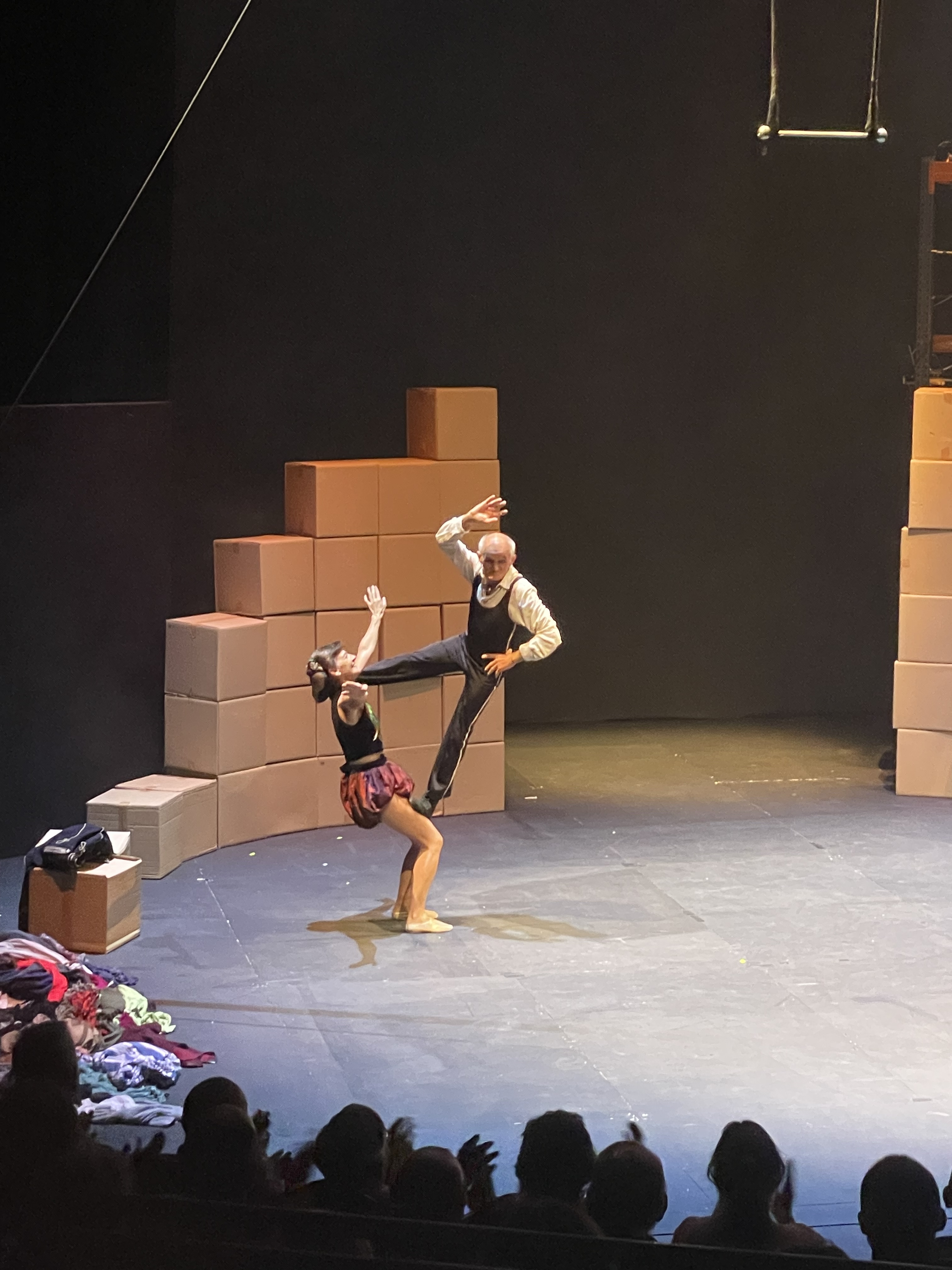
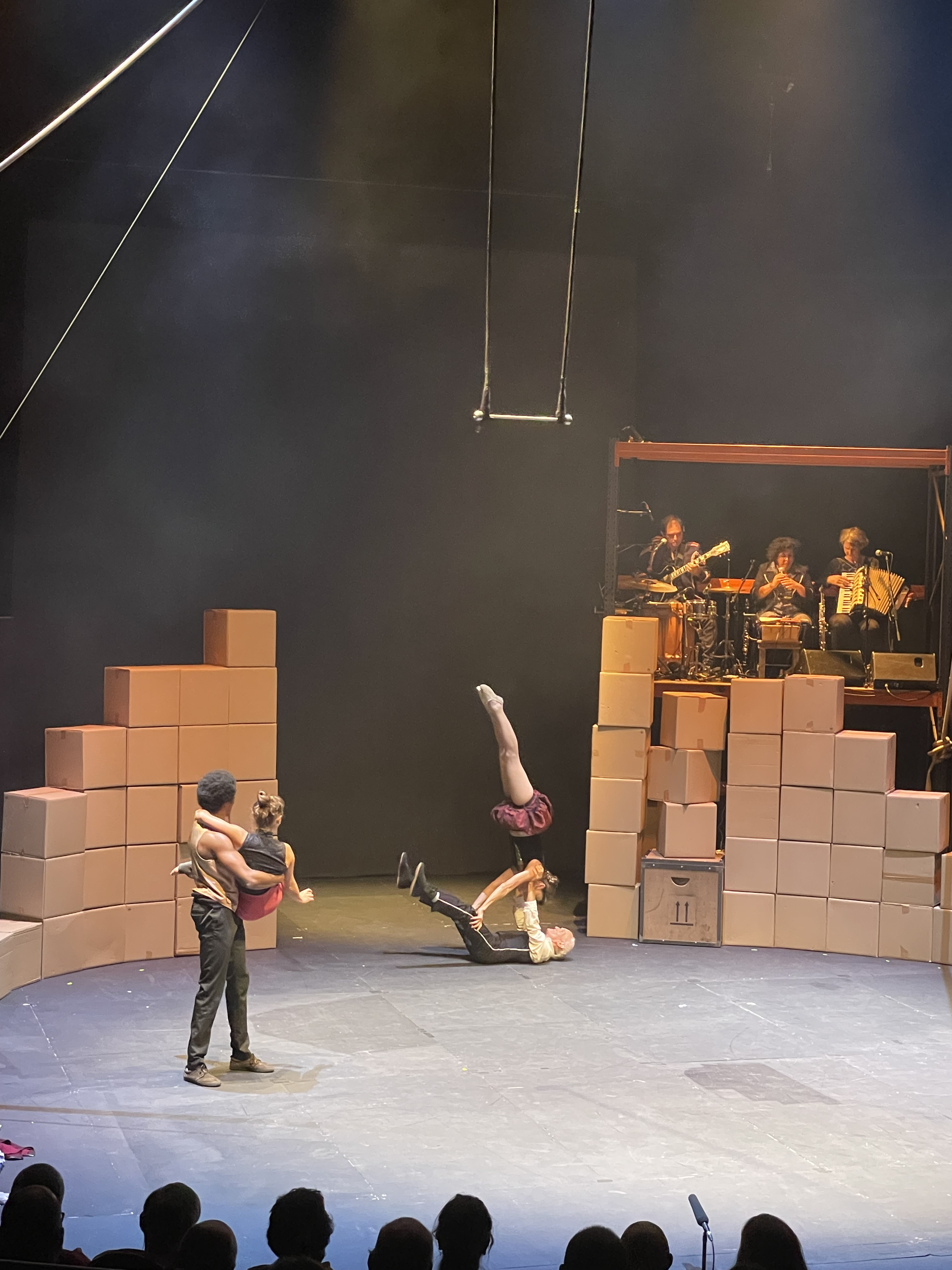
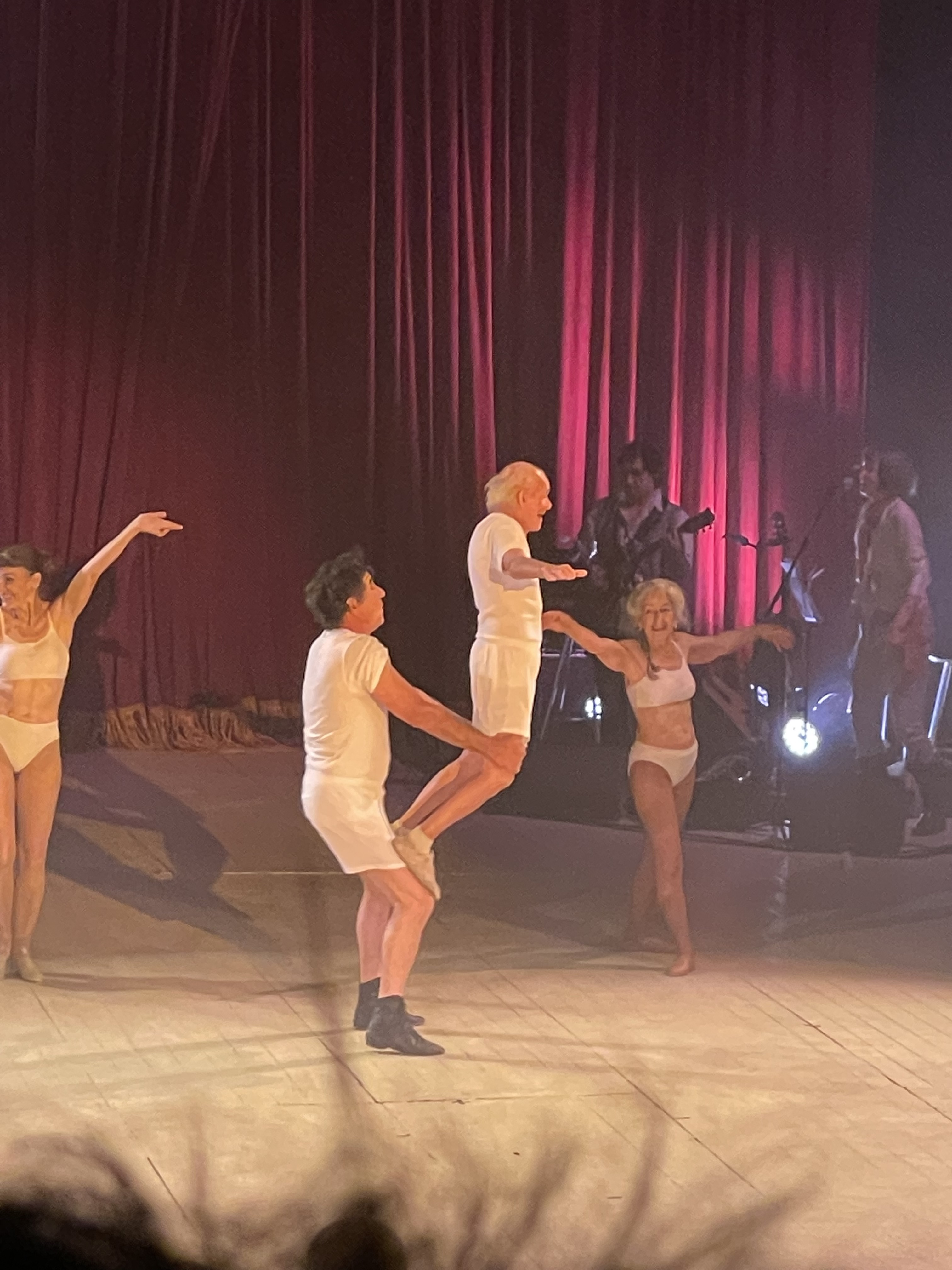
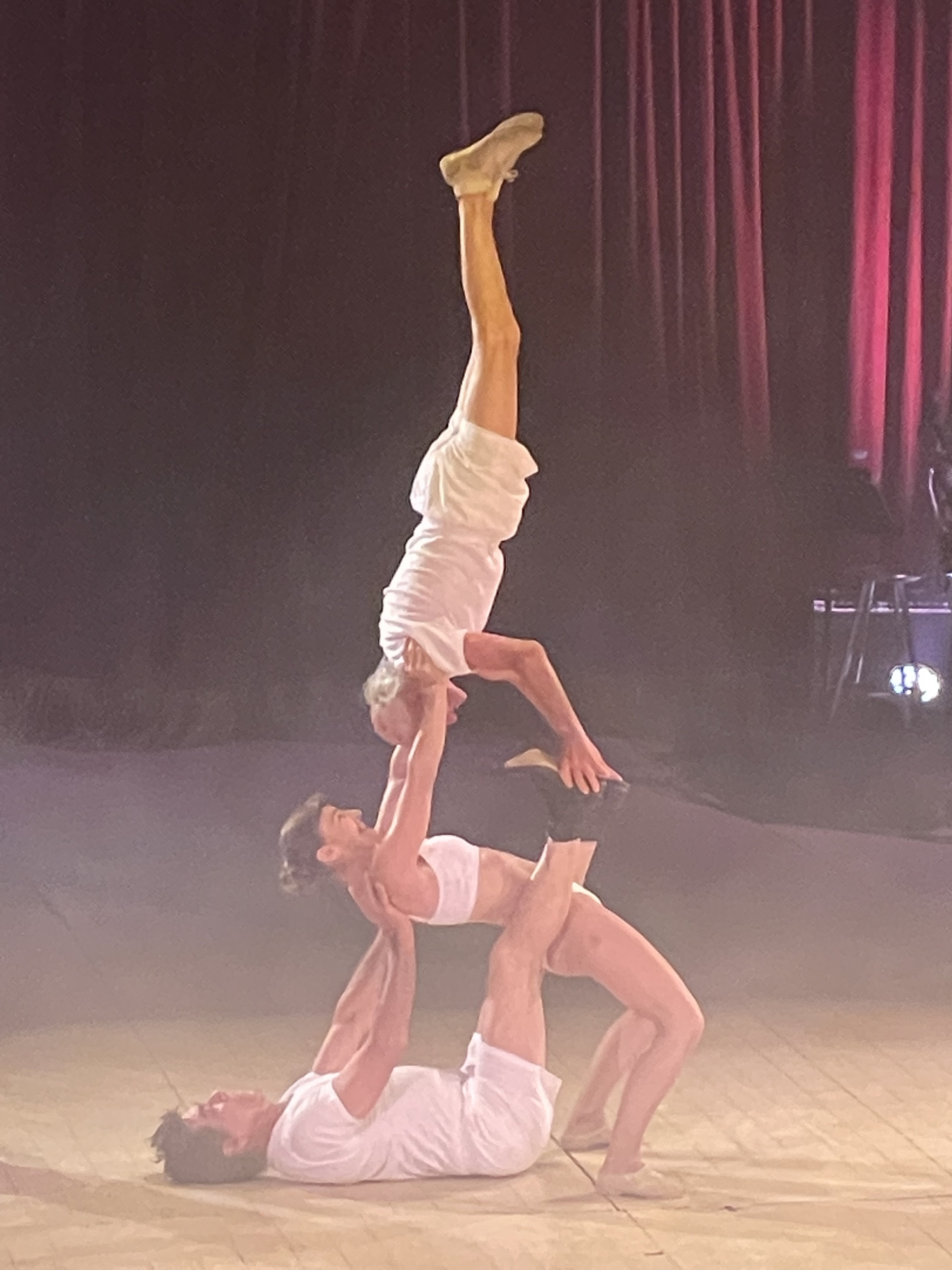
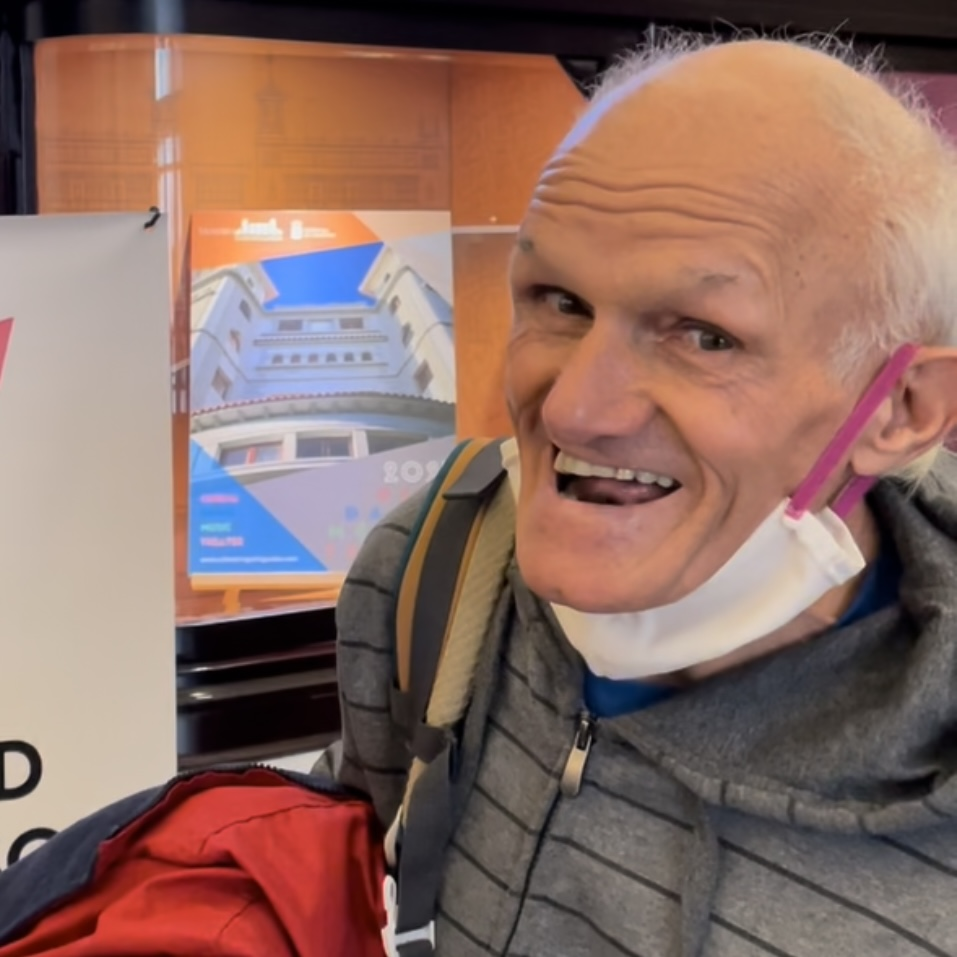